# Нессон, Пьер де
Пьер де Нессо́н (фр. Pierre de Nesson; 1383, Эгеперс — ок. 1442) — писатель, богослов, судебный пристав, королевский секретарь, автор религиозных и патриотических стихов. Учился на факультете искусств в Париже и получил звание магистра права в Орлеане. До настоящего времени сохранилось три его произведения, главным из которых считается «Бдения смерти», известное также под названием «Девять уроков Иова». Выступал на стороне партии арманьяков. В 1413 году, во время парижского восстания кабошьенов, толпа намеревалась утопить его в Сене, но ему удалось уцелеть и вместо этого провести несколько месяцев в тюрьме. Сначала он служил герцогу Жану де Берри, а затем герцогу Жану де Бурбон. Был судебным приставом в Эгеперсе и выборным должностным лицом епархии Клермон. В 1437 году в качестве секретаря был включён в посольство, которое по поручению короля Карла VII должно было предотвратить религиозный раскол. В конце жизни судился из-за наследства с племянницей, поэтессой Жаметтой де Нессон. Был отцом как минимум восьми детей.

## Биография

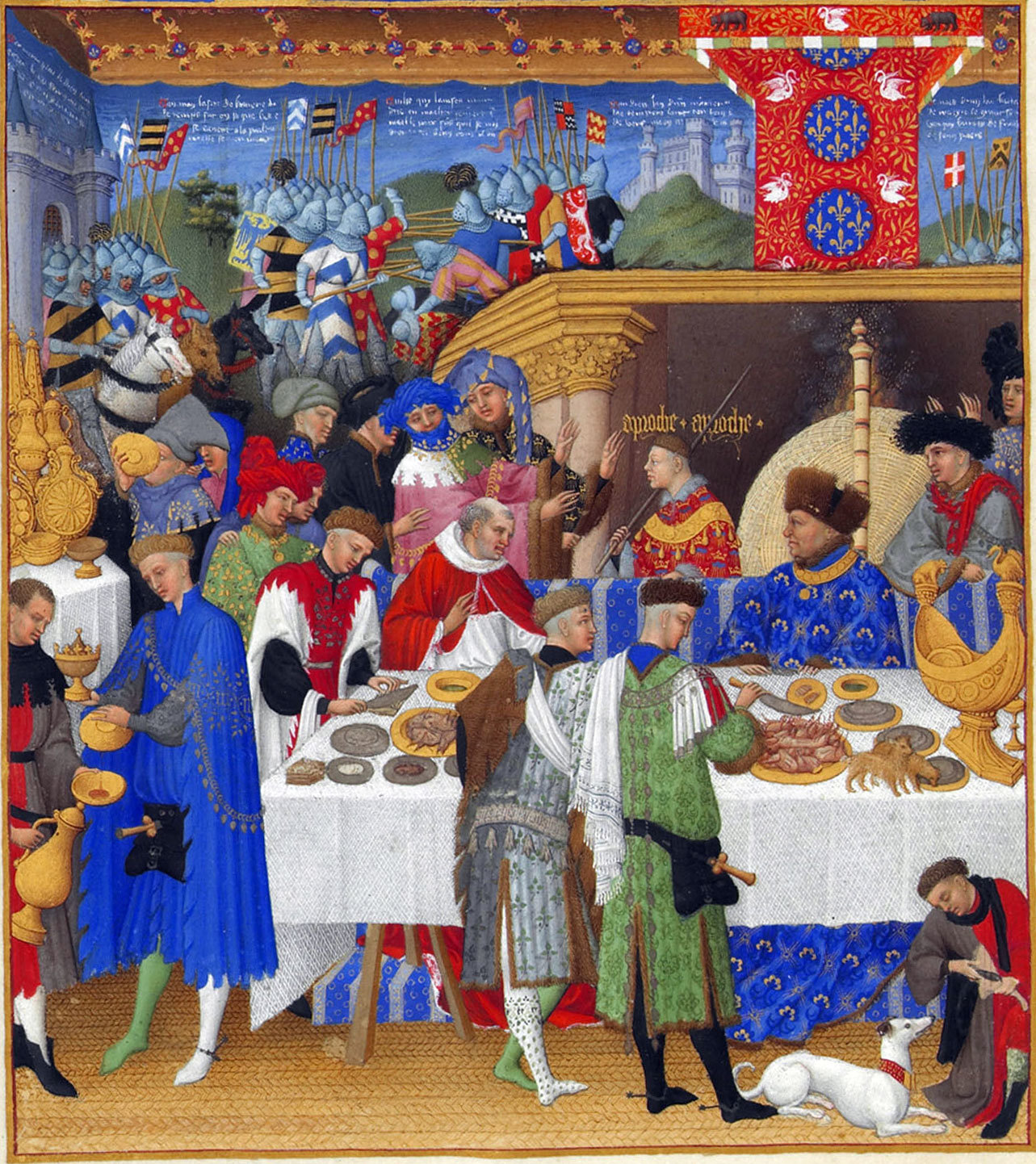
Герцог Жан де Берри в окружении родственников и слуг. Миниатюра из часослова герцога де Берри, ок. 1416 года

### Семья
Пьер де Нессон родился в 1383 году в городе Эгеперс в богатой купеческой семье, происходившей из местечка Нексон в районе Лиможа, заработавшей состояние на торговле тканями. Его отца звали Бартелеми, а мать — Андре Бутен. Семья Пьера де Нессона была связана с Беррийским двором. Его дед Гийом (ум. ок. 1373 года) поддерживал связь с герцогом де Берри, которому при необходимости ссужал деньги. Историк Пьер Шампьон, описывая миниатюру из знаменитого часослова, на которой изображён герцог Жан де Берри (1340—1416) в окружении родственников и слуг, полагает, что именно в этой среде Пьер де Нессон «нашёл свою гениальность».
Его отец Бартелеми значительно увеличил состояние семьи. Он был кастеляном графа Монпансье, играл ведущую роль в Эгеперсе, владел в этом городе имуществом бо́льшим, чем у герцога де Берри. Бартелеми профинансировал пристройку к местной церкви из вулканической горной породы, которая сохранилась до наших дней. Но когда Бартелеми задолжал муниципалитету Эгеперса 4000 франков и отказался платить, то к нему домой вторглись 300 или 400 вооружённых крестьян и унесли двери, окна, простыни, лошадей, колесницы и т. д., напевая песню, припев которой был: «Чтобы уничтожить Нессонов».
У Пьера было два брата, младший — Жан и старший — Жаме. О первом нет подробностей, а второй был королевским казначеем и камердинером короля Карла VI. Племянница поэта (дочь его старшего брата Жаме), Жаметта де Нессон, также была поэтессой, которую современники ставили наравне с Кристиной Пизанской. В частности, поэт Мартин ле Франк называл её Минервой. У неё было написано много стихов, но до настоящего времени сохранилось только одно любовное рондо, адресованное рыцарю Танги III дю Шателю.
Пьер женился на Гиллеметте Дерт и у него было по меньшей мере восемь детей, шесть сыновей и две дочери: священник Луи, выборный помощник Бартелеми (ум. 1504), Жан (ум. ок. 1452), Жак, Боне, Ив, Дофина и Жаклин.

### Восстание 1413 года

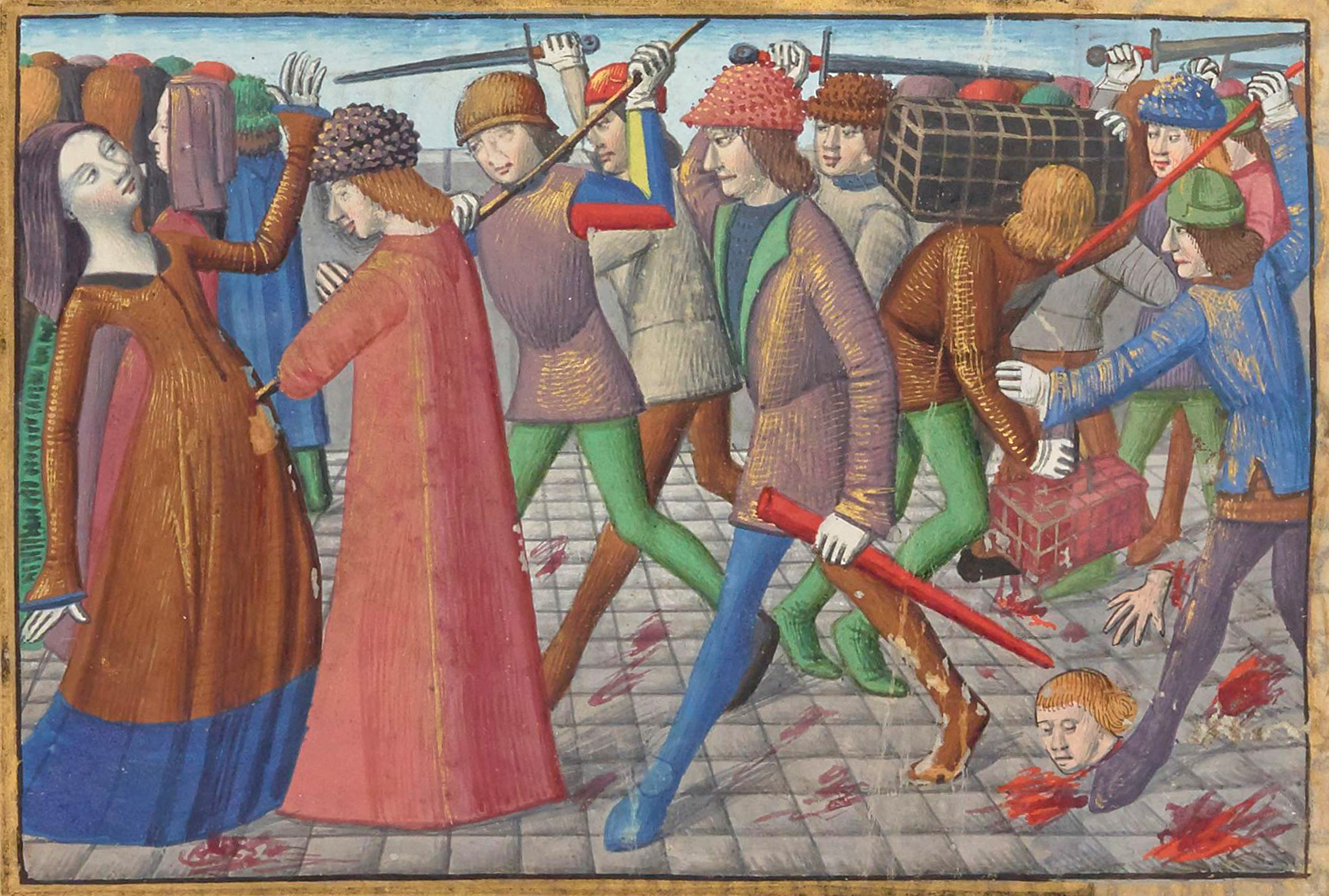
Кабошьены на улицах Парижа в 1413 году. Из рукописи «Вигилии на смерть короля Карла VII», XV век

В феодальной войне XV века Пьер выступал на стороне партии арманьяков. 28 апреля 1413 года он находился в Париже, когда там произошло восстание кабошьенов. Его схватили в отеле де Гиен (фр. Hôtel de Guyenne) вместе с другими ведущими членами партии арманьяков. Неизвестно, что именно Пьер делал в отеле, и какие его действия вызвали ненависть населения. Так или иначе толпа, в которую входил некий Гийемен Байе, привела Пьера к торговым лавкам возле дворца и намеревалась утопить его в реке Сене. Однако поэту де Нессону повезло больше других избежать ярости врагов, он «нашёл убежище» в тюрьме и вышел на свободу примерно 4 сентября.

### Карьера
Пьер учился на факультете искусств в Париже, а также на юридическом факультете в Орлеане и получил звание магистра права. Он был гражданским офицером, не был воином, тщательно избегал полей сражений и называл себя «борцом за мир». 18 апреля 1415 года в возрасте 32 лет Пьер де Нессон был эмансипирован от родителей. До 1416 года он работал секретарём у герцога Жана де Берри, а затем поступил на службу к герцогам де Бурбон. В 1425 году он стал выборным должностным лицом епархии Клермон. Также он был назначен судебным приставом Эгеперса (бальи) и королевским секретарём. В 1436 году его в качестве секретаря включили в состав посольства из шести человек, которому король Франции Карл VII поручил посетить отцов Базельского собора и папу Евгения IV в Болонье, чтобы предотвратить религиозный раскол. Тем не менее нет свидетельств, что Пьер де Нессон совершил эту поездку, так и доказательств обратного. Вероятно, он вынужден был остаться на родине из-за судебных тяжб.

### Знакомство с Аленом Шартье
Современником Пьера де Нессона был поэт и дипломат Ален Шартье (ок. 1385—1430). По мнению авторов книги «Пьер де Нессон и его работы» (1925), между двумя писателями царила добрая дружба, и что Пьер своими выходками иногда умудрялся развеселить серьёзного автора «Четырёхголосой инвективы». Пьер де Нессон посвятил несколько строк Алену Шартье в поэме «Песня о войне», который упоминается там как сторонник мира, на которого напала Война, дочь Люцифера, и что он будто был «публично изгнан» из города Исудён по запросу Пьера. Основой для стихов об изгнании Шартье послужил розыгрыш, на самом деле организованный Пьером де Нессоном. Он встретил на улицах Исудёна пьяного городского глашатая, и ради забавы придумал дать прочитать ему на перекрёстке несуществующий приговор, «изгоняющий» Шартье из города. В свою очередь, Ален не уступал своему «доброму другу» (фр. bon compaignon Nexon). Его поэма «Патриотические дебаты» завершается бесславным замечанием по поводу поэта де Нессона:
Показалось, когда они молвили,
Что они любители фарса.
И тогда мне слова их напомнили
О доблестном бальи Эгеперса,
Который однажды сказал мне: «Ален,
Я лучше налог заплачу
И долго проживу прохиндеем,
Чем благородно в бою дух испущу»…Оригинальный текст (фр.)Il me sembloit, d’eulx ouyr parler,
Qu'antr'eux jouassent une farce.
Et lors il me va remambrer
Du vaillant bailly d’Aigueperse
Qui me dit une fois: «Alain,
«J'ayme trop mieulx paier la taille

«Et vivre longuement, villain,
«Que, noble, mourir en bataille»…Ален Шартье, «Патриотические дебаты»

## Судебный спор с племянницей

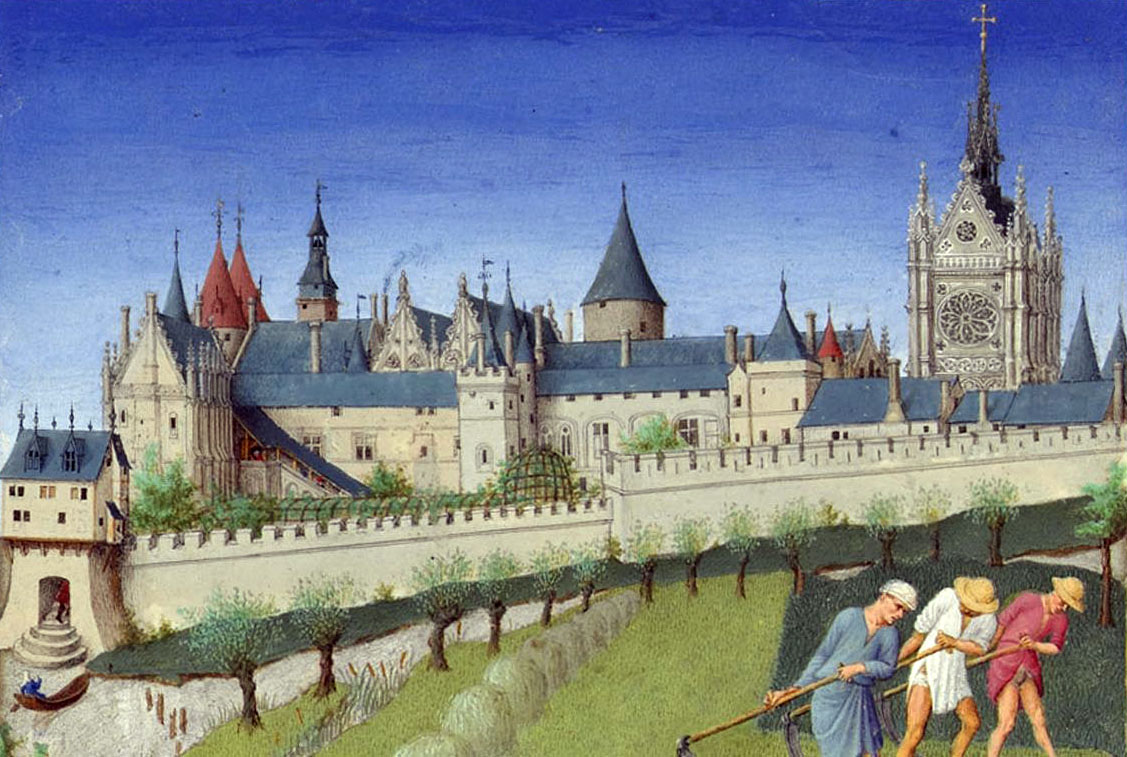
Дворец на острове Сите, где находился Парижский парламент. Миниатюра из часослова герцога де Берри, ок. 1416 года

Около 1436 года стартовал судебный процесс, продлившийся почти 20 лет. Поводом послужило то, что Бартелеми де Нессон, в ущерб интересам дочерей своего старшего сына Жаме, сделал Пьера своим основным наследником. Также мать Пьера при жизни (фр. entre vifs) передала ему по дарственной всё имущество, которым она владела. После смерти родителей Пьер во внесудебном порядке договорился с младшим братом Жаном, но не собирался делиться со своей племянницей Жаметтой, которая, уполномоченная мужем Мерленом де Кордебеф, вызвала его к сенешалю Оверни, увидев, что её притязания остаются неуслышанными.
Пьера де Нессона обвиняли не только в том, что он обманом завладел наследством за счёт двух дочерей своего старшего брата, но и в том, что он заточил своего отца, ставшего слабоумным, в углу дома и отказывал своей матери в еде. Дело ещё больше усложнилось, когда Пьер де Туси́, лейтенант сенешаля Оверни, ответственный за проведение расследования, умер до завершения судебного разбирательства в Рьоме. Пьера де Нессона приговорили к уплате штрафа в размере 1200 ливров за участие в «махинациях» (фр. manœuvres ténébreuses).
В 1448 году судом было обнаружено, что Пьер де Нессон использовал для защиты от притязаний племянницы фальшивый документ, однако он «вовремя умер», избежав ареста. 7 сентября 1448 года вышло постановление парламента, в котором объявлялось, что сенешаль Оверни «правильно оценил один из эпизодов судебного процесса», и предлагалось тщательно расследовать и судить это дело в Париже.
5 июля 1455 года Парижский парламент вынес вердикт в пользу Джаметты де Нессон и её мужа, которые были признаны сонаследниками на треть. Детям Пьера де Нессона было предписано вернуть треть недвижимого имущества в спорном имении и выплатить ещё 1200 турских ливров, представляющих как треть движимого имущества, а вместе с этим доходы и проценты, которых были лишены сонаследники. Кроме того, по мнению историка Антуана Тома, сын Пьера по имени Бартелеми «должен был многое сделать, чтобы вырваться из лап Шатле».
Узнав подробности судебных тяжб Пьера де Нессона, медиевист и филолог Антуан Тома написал: «Поэзия в XV веке — даже во времена Франсуа Вийона и Анри Бода — не была гарантированным средством идти прямым путём добродетели». Историк Пьер Шампьон считает, что в этом деле «Пьер де Нессон предстал как юрист, столь же коварный, сколь и беспринципный, использующий все средства, которые могут служить его делу, интриги, имя и покровительство Бурбонов». Историкам Артуру Пиаже и Эжени Дроз этот эпизод не видится совсем ясным, так как, по их высказыванию, у судей не было возможности услышать объяснений Пьера де Нессона о фальшивом документе, к тому же вердикт не помешал карьере его сына Бартелеми, который сменил Пьера на посту выборного помощника в Клермоне и занимал его более 50 лет.

## Поэмы
Сохранилось три сочинения Пьера де Нессона: «Бдения смерти» (фр. Vigiles des Morts), «Песня о войне» (фр. Lai de Guerre) и «Завещание» (фр. l'Hommage à la Vierge). Из трёх поэм наибольшей по размеру является «Бдения смерти» (1674 стиха), далее следует «Песня о войне» (722 стиха) и, наконец, «Завещание» (293 стиха). Историк Шампьон сообщает, что «Песня о войне» была написана в 1426 году, «Завещание» — между 1415 и 1434 годами, и что отсутствует информация, когда было создано произведение «Бдения смерти». Но историки Артур Пиаже и Эжени Дроз оспаривают такую датировку.

### «Бдения смерти»

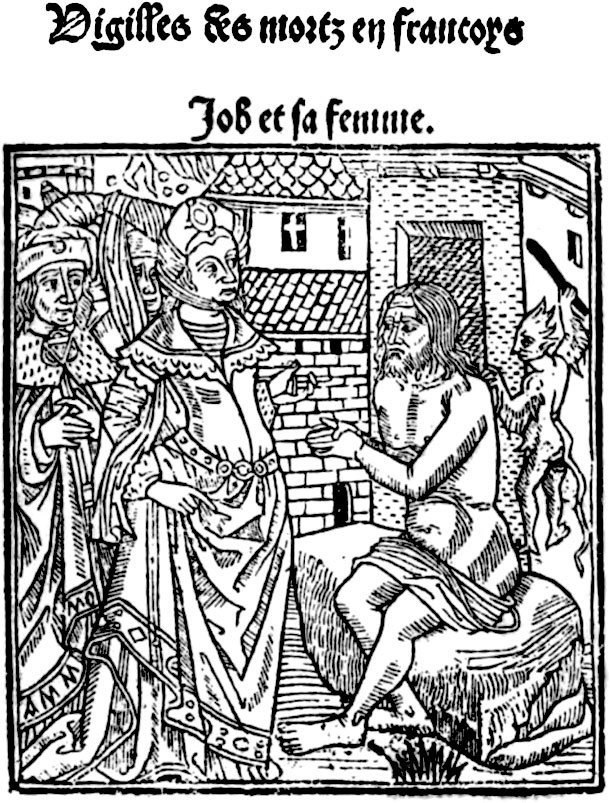
«Бдения смерти. Иов и его жена», ксилография, музей Конде

Наибольшую популярность среди сочинений Пьера де Нессона имеет покаянная поэма «Бдения смерти», известная также под названием «Девять уроков Иова» (фр. Paraphrase des IX leçons de Job). Она представляет собой комментарий к заупокойной службе и изобилует отталкивающими и зловещими деталями. Поэма состоит из парафраз, комментариев, описаний и вопросов в девяти уроках, взятых из Книги Иова. Отражая эпоху, пронизанную войнами, резнёй, грабежами и эпидемиями, в этих строфах твердится о суетности человеческого существования и ужасе разложения людских тел. Шампьон полагает, что Пьер де Нессон проявил себя в «Бдениях» настоящим своеобразным, жестоким гением, а избыток его темперамента и меланхолия ужасного времени вызывают испуг и тошноту. Историк характеризует поэта как «человека кладбища, смрада, навоза, гнили и падали».
Потом, как ты уйдёшь,
С той поры, как ты умрёшь,
Твоя плоть начнёт
Вонять противно
Почему с тебя не течёт пот обильно,
Думая, когда тот час придёт?Оригинальный текст (фр.)Et lors, quand tu trépasseras,
Dès le jour que mort tu seras,
Ton orde chair commencera
À rendre pugnaise pueur.
Que ne gouttes-tu de sueur
Quand tu penses que ce sera?Пьер де Нессон, «Бдения смерти», строфа из Третьего урока
Профессор французской литературы из Сорбонны Мария Коломбо Тимелли определяет три направления, по которым поэт строит размышления в произведении: 1) восприятие драмы человеческой жизни, отмеченной болезнями, несчастьями и смертью; 2) парадоксальное утверждение смысла этих страданий, которые приобретают искупительную ценность; 3) обращение к Богу, дискуссия о тайне предопределения ведётся в Пятом уроке (фр. La quinte lesson, CLXX—CCXVIII).
Пьер де Нессон запомнился в истории не только как поэт, но ещё богослов. С его стихами из «Бдений смерти» связывают идею, что причиной гниения трупа является не земля, в которую этот труп кладётся, а сама «заражённость тела грехом». Православный священник Александр Абрамов оценивает данный взгляд как доведение до логического абсолюта общепринятой концепции заражённостью грехом человеческого создания.
Ты узришь, как по́ра каждая,
Материю вонючую производящая
Из тела непрерывноОригинальный текст (фр.)Tu verrasque chascun conduit
Puante matiere produit
Hors du corps continuellementПьер де Нессон, «Бдения смерти», отрывок из Третьего урока
В рукописи «Бдения смерти» было на девятнадцать строф больше, чем в издании, напечатанном до конца XV века. Таким образом, в поэме не 260, а 279 секстин, то есть 1674 стиха вместо 1560 стихов, как может быть указано у части авторов. В связи с этим в некоторых изданиях отсутствуют строфы в Третьем уроке (1 строфа), в Пятом уроке (15 строф) и в Восьмом уроке (3 строфы).
Через несколько лет после кончины Пьера де Нессона на основе стихов «Бдения смерти» вышло изложение этой поэмы в прозе, приписываемое Жану Миело.

### «Песня о войне»
Произведение тесно связано с политикой Франции начала XV века, при этом имеет образную и ироническую основу. Историки Артур Пиаже и Эжени Дроз допускают, что «Песня о войне» была создана в начале 1429 года, так как в ней упоминается смерть графа Солсбери, погибшего при осаде Орлеана, но ещё не было написано про Жанну д’Арк, которая была в ряду французских войск, освободивших город.
В сочинении говорится, как Война, дочь Люцифера, содрогается при мысли от того, что герцог Бургундии, поддавшись наставлениям Божьей Милости (фр. Grâce Dieu), может отвернуться от англичан и примириться с королём Франции. Это было бы концом для неё, и ей не оставалось бы ничего другого, как исчезнуть в глубинах ада. Поскольку на протяжении бо́льшей части стихотворения рассказ ведётся от лица Войны, то положительные значения могут подразумеваться только как противоположность тому, что она выражает. Фигуры Мира, Правосудия, Божьей Милости и Христа упоминаются с позиции крайнего порицания.
Королевский историограф XVII века Андре Дюшен называет это произведение «прекрасной поэмой» (фр. gentil poème), в которой описываются несчастья, обрушившиеся на французское королевство, и то как герцог Жан I де Бурбон (господин Пьера де Нессона) был захвачен в битве при Азенкуре и отправлен в Англию. Судя по признанию поэта в финальных стихах, он сочинил эту «Песню», чтобы облегчить знатному пленнику тяготы заточения. Ещё одной целью создания указывалось возвращение «французских чувств» герцогам Бургундии. Пьер де Нессон признал важную роль, которую герцог Бургундии Филипп III сыграл в англо-французских переговорах, начиная с договора в Труа, но в поэме герцог назван «пешкой дьявола», и предпринимается попытка вернуть его в «сообщество Бога и французов». В этой работе Пьер де Нессон также с благодарностью вспоминает о чести, оказанной ему женой герцога де Бурбон, Марией де Берри, державшей его в качестве своего офицера в графстве Монпансье.
Среди французских историков XX века не было однозначного мнения насчёт этого сочинения. Жан Фавье называет произведение Пьера де Нессона «дерзким откликом» на «Песню о мире» его современника Алена Шартье. Фавье пишет, что опусы «сына суконщика» и новичка в рыцарском деле смешили как буржуа, так и представителей древних аристократических фамилий, ругая Пьера за прямодушность и нарекая его «голодным поэтом, страшно далёким от мира». Однако Артур Пиаже и Эжени Дроз не видят оснований утверждать, что «Песня о войне» Нессона является репликой на сочинение Шартье или написана в подражание ему. Они полагают, что оба стихотворения затрагивают одну и ту же тему совершенно разными способами, только «Лэ» Шартье, в соответствии с жанром, лишена точности, а поэма Пьера де Нессона, напротив, оригинальна и интересна. Профессор французской литературы Дебора Линн Макгрэди считает, что Пьер явно связал свою работу с произведением Шартье, и оба поэта определяли франко-бургундский конфликт как основную причину тогдашних беспорядков во Франции и утверждали, что только положив конец междоусобной войне, англичане могут быть окончательно изгнаны из Франции.

### «Завещание»

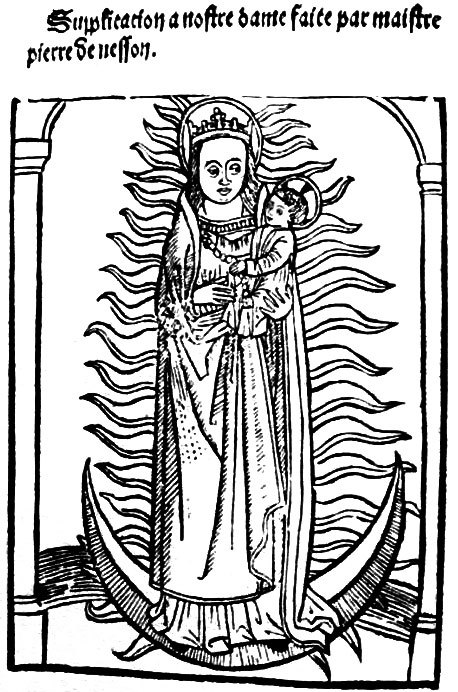
«Молитва к Богоматери мастера Пьера де Нессона», гравюра, музей Конде

В «Книге завещаний» (2012) опубликован перевод этого сочинения на русский язык под названием «Мэтра Пьера де Нессона завещание, или Его же Поклонение Богородице». В разделе комментариев даётся определение этому произведению, что оно, вероятно, не является поэтическим шедевром, но вполне может стать особой главой в энциклопедии средневековой жизни. Там же сообщается, что «Завещание» по-разному оценивалось комментаторами: поначалу как свидетельство средневековой простоты и наивности, потом — как дерзкое риторическое упражнение.
Редактор Ламберт Дуксфис в середине XVIII века при публикации этого произведения написал, что название «Поклонение Богородице» подходит поэме гораздо больше, чем «Завещание». Также он отозвался о Пьере де Нессоне подобным образом: «В остальном не будем возмущаться странными мыслями автора, а скорее посмеёмся над его наивной простотой и будем сожалеть о невежестве его века».
По утверждению профессора литературы Чарльза Шепли, тон смирения и благочестия, заложенный в начале стихотворения, сохраняется на протяжении всей поэмы, несмотря на лёгкую юмористическую вольность. Поэт, будучи профессиональным юристом, использует условности закона в пародийной и аллегорической формах. Прося защиты у Богородицы, Пьер де Нессон шутливо «запутывается» в определениях, при этом выражая почтение к её Сыну. Вот типичный отрывок:
Когда же возразит ваш Сын,
Что он в сём мире властелин,
И присягать ему должны мы —
Отвечу, что неоспоримы
Лишь с вами узы — мы родством
От общих предков счёт ведём.
И по Отцу пускай он даже
В достойном состоит линьяже —
Раз Богом он рождён на свет,
Меж нами кровной связи нет.Оригинальный текст (фр.)Et si vostre filz voulloit dire
Qu’il est de tout le monde sire
Et qu'a luy appartient l’ommaige
Nous sommes de voste lignage
Et de par pere et de par mere
Et luy du cote de son pere
Je croy bien qu’il soit de bon lieu
Mais entant qu’il est filz de Dieu
Nous ne sommes de riens parens.Пьер де Нессон, отрывок поэмы «Завещание». Перевод Я. Старцева
Пьер Шампьон увидел в этом стихотворении, посвящённом Богородице, «косвенную и деликатную» дань уважения поэта Пьера де Нессона своей покровительнице, герцогине Марии де Берри. На этом основании указанный историк отнёс дату написания поэмы к периоду между 1415 и 1434 годами. Но Артур Пиаже и Эжени Дроз не согласны с интерпретацией Шампьона, так как они не заметили дани уважения герцогине, и не смогли, подобно ему, отождествить Марию де Берри с «девственной кормилицей», старшего сына Пьера де Нессона с сыном Богоматери, а «неспособного мужа» с Отцом. Кроме того, они полагают, что в этих стихах Пьер де Нессон предстаёт вовсе не «коварным и беспринципным юристом», а раскрывается как «честный и благочестивый» служитель закона. Хотя затем они в заключении припоминают стих из баллады XV века: «Можно одно сказать — другое сделать» (фр. On peut l’un dire… et faire l’autre.).
Это произведение встречается под следующими названиями на французском языке: Testament de Pierre de Nesson, L’Hommage a la Vierge, Oroison Nostre Dame, L’arguement Nostre Dame, Requeste a Nostre Dame, Oroison en forme de petition et demande a la tressacree glorieuse Vierge Marie, Supplication a Nostre Dame.

## Комментарии
1. ↑  Из Эгеперса также был родом государственный деятель, поэт и гуманист Мишель де л’Опиталь.
2. ↑  Танги III дю Шатель известен тем, что спас будущего короля Франции Карла VII и нанёс смертельный удар герцогу Бургундии Жану Бесстрашному.
3. ↑  Гиллеметта Дерт, жена Пьера де Нессона, умерла после 8 марта 1462 года, так как её имя отмеченное этой датой значится в реестрах Парижского парламента, когда она судилась с тремя своими братьями[11].
4. ↑  Восстание кабошьенов в Париже случилось примерно в то же время, когда сотни крестьян опустошали дом отца Пьера в Эгеперсе[9].
5. ↑  Эмансипация (фр. Émancipation) — предоставление полных имущественных и иных прав человеку при жизни родителей, освобождение от родительской опеки[19]. В Средневековье и Новое время было нередким случаем, когда эмансипацию проходили люди среднего возраста[20].
6. ↑  Жаме де Нессон, старший брат Пьера, умер вскоре после 1406 года[31].
7. ↑  Неизвестно, оказывалось ли давление со стороны Пьера, чтобы получить два эти наследства»[10].
8. ↑  Бартелеми де Нессон, отец Пьера, умер после 13 июля 1427 года[33].
9. ↑  Историк Антуан Тома допускает тут возможность клеветы[34], а историк Пьер Шампьон пишет, что в этих утверждениях юристов XV века следует допустить значительную долю преувеличения[10].
10. ↑  Пьер де Нессон умер между 1439 и 1442 годами[9].
11. ↑  В книге Антуана Тома используется французский юридический термин «приз де кор» (фр. prise de corps), который означает арест[35].
12. ↑  Жена и друзья увещевают Иова, а вооружённый дубиной дьявол наносит ему удар сзади[47].
13. ↑  Озадачивает сравнение Пьера с «голодным поэтом», учитывая, что он был основным наследником у состоятельных родителей и при этом служил королевским секретарём.

### На русском языке
- Абрамов А. Отношение к болезни и смерти в Средние века и Новое время // Церковь и время : журнал  / Под ред. митрополита Смоленского и Калиниградского Кирилла. — М.: Отдел внешних церковных связей Московского патриархата, 2003. — Вып. 2, № 23. — С. 131. Архивировано 17 июня 2023 года.
- Книга завещаний. Французские поэтические прощания и завещания XIII—XV веков / Пер. с франц. Г. М. Зельдовича и Я. Старцева. — М.: Водолей, 2012. — С. 67—76, 204—207. — (Пространство перевода). — ISBN 978-5-91763-119-6. Архивировано 16 июня 2023 года.
- Фавье Жан. Франсуа Вийон = François Villon / Пер. с франц. В. А. Никитина. — М.: Молодая гвардия, 1999. — Т. 765. — С. 357. — (Жизнь замечательных людей). — ISBN 978-5-235-02341-3.
- Энциклопедия читателя / Под ред. Ф. А. Еремеева. — Екатеринбург: Изд-во Уральского университета, изд-во «Сократ», 2004. — Т. 4. Н — П. — С. 111. — ISBN 978-5-88664-192-0.

### На французском языке
- Champion Pierre. Pierre de Nesson, Le poète de la Mort // Histoire poétique du quinzième siècle. Tome 1 (фр.). — Paris: Librairie Honoré Champion, 1923. — Vol. XXVII. — P. 167—226. — (Bibliothèque du XVe siècle). Архивировано 14 февраля 2013 года.
- Collet Alain. Pierre de Nesson et La matière de prédestination: un aspect des travaux préparatoires à lédition critique des Vigiles des morts (фр.) // Institut Claude Longeon Les fruits de la dissension religieuse: fin XVe-début XVIIIe siècles : сборник  / Под ред. Michèle Clément. — Université de Saint-Etienne, 1998. — P. 209—222. — ISBN 978-2-86272-137-8. Архивировано 27 июня 2023 года.
- Delsaux Olivier. La mise en prose des Vigiles des morts de Pierre de Nesson, texte inconnu attribuable à Jean Miélot (фр.) // Le Moyen Age : журнал. — De Boeck Supérieur, 2013. — Vol. CXIX. — P. 143—181. — ISBN 978-2804178307. — ISSN 0027-2841. — doi:10.3917/rma.191.0143. Архивировано 19 июня 2023 года.
- Les oeuvres de Maistre Alain Chartier (фр.) / André Du Chesne. — Paris: Pierre Le Mur, 1617. — P. 820. Архивировано 21 июня 2023 года.
- La Dance Aux Aveugles: Et autres Pöesies du XV. Siècle extraites De la Bibliotheque des Ducs de Bourgogne (фр.) / Lambert Ignace Douxfils. — Lille: Panckoucke, 1748. — P. 169—184. Архивировано 20 июня 2023 года.
- Piaget Arthur, Droz Eugénie. Pierre de Nesson et ses œuvres (фр.). — Paris: E. Droz, 1925. — Vol. II. — (Documents artistiques du XVe siècle).
- Timelli Maria Colombo. Olivier Delsaux, La mise en prose des ‘Vigiles des morts’ de Pierre de Nesson, texte inconnu attribuable à Jean Miélot (фр.) // Studi francesi : журнал  / Rosenberg & Sellier. — 2014. — 1—4 (livr. I, no 172). — P. 125. — ISSN 2421-5856. — doi:10.4000/studifrancesi.2099. Архивировано 10 июня 2020 года.
- Timelli Maria Colombo. Pierre de Nesson, Les Vigiles des Morts (XVe siecle) (фр.) // Studi francesi : журнал  / Rosenberg & Sellier. — 2004. — 5—7 (livr. II, no 143). — P. 340. — ISSN 2421-5856. — doi:10.4000/studifrancesi.39008. Архивировано 10 апреля 2022 года.
- Thomas Antoine. Encore Pierre de Nesson (фр.) // Romania : сборник. — 1907. — Vol. XXXVI, no 142. — P. 307. — ISSN 2391-1018. — doi:10.3406/roma.1907.4963.
- Thomas Antoine. Jamette de Nesson et Merlin de Cordebeuf (фр.) // Romania : сборник. — 1906. — Vol. XXXV, no 137. — P. 82—94. — ISSN 2391-1018. — doi:10.3406/roma.1906.4868.
- Thomas Antoine. Notes et documents inédits pour servir à la biographie de Pierre de Nesson (фр.) // Romania : сборник. — 1904. — Vol. XXXIII, no 132. — P. 540—555. — ISSN 2391-1018. — doi:10.3406/roma.1904.5368.
- Thomas Antoine. Nouveaux documents inédits pour servir à la biographie de Pierre de Nesson (фр.) // Romania : сборник. — 1905. — Vol. XXXIV, no 136. — P. 540—558. — ISSN 2391-1018. — doi:10.3406/roma.1905.5428.
- Valois N. Nouveaux témoignages sur Pierre de Nesson (фр.) // Romania : сборник. — 1906. — Vol. XXXV, no 138. — P. 278—283. — ISSN 2391-1018. — doi:10.3406/roma.1906.4884.

### На английском языке
- Ariès Philippe. Western Attitudes toward Death: From the Middle Ages to the Present = Essais sur l'histoire de la mort en Occident: Du Moyen Âge à nos jours (англ.) / Пер. с фр. Patricia Ranum. — Sixth Printing edition. — Baltimore: JHU Press, 1975. — Vol. 3. — (The Johns Hopkins Symposia in Comparative History). — ISBN 978-0801817625. Архивировано 28 июня 2023 года.
- Hoffman Edward Joseph. Alain Chartier: His work and reputation (англ.). — Genève: Slatkine, 1975. — P. 64, 112. Архивировано 28 июня 2023 года.
- McGrady Deborah Lynn. “Que tous se rallïent”: Alain Chartier, Pierre de Nesson, and the Poetics of Peace (англ.) // A Companion to Alain Chartier (c.1385—1430) : сборник  / Под ред. Daisy Delogu, Joan E. McRae, Emma Cayley. — Лейден, Бостон: Brill, 2015. — Vol. 56. — P. 183—199. — ISBN 9789004290143. Архивировано 22 июня 2023 года.
- Shapley Jr. Charles Suydam. Chapter I: Pierre de Nesson’s «Les Vigilles de la Mort» // Studies in French Poetry of the Fifteenth Century (англ.). — Hague: Martinus Nijhoff, 1970. — P. 1—31. — ISBN 978-94-011-8664-3. Архивировано 21 июня 2023 года.